# NGC 1156
NGC 1156 (другие обозначения — UGC 2455, MCG 4-8-6, ZWG 485.6, KARA 121, VV 531, IRAS02567+2502, PGC 11329) — галактика в созвездии Овен.
Этот объект входит в число перечисленных в оригинальной редакции "Нового общего каталога.
В галактике было обнаружено 59 областей H II. Отношение светимости водорода-альфа в них к их радиусу равно 2:7 ± 0,2 в логарифмическом представлении, что говорит о том, что их ионизация ограничена.
Галактика имеет двойственную морфологию: с одной стороны, она населена большим количеством молодых ярких светил, но отсутствуют даже следы спиральной структуры; с другой стороны, её ядро состоит из старых звёзд, что свойственно эллиптическим галактикам, однако её неправильная форма даже отдалённо не напоминает эллиптичность. NGC 1156 является изолированной галактикой, что означает отсутствие близкого гравитационного влияния, которое объясняло бы неправильную форму и активное звёздообразование.